# 近田春夫
近田 春夫（ちかだ はるお、1951年〈昭和26年〉2月25日 - ）は、日本のミュージシャン、作曲家、音楽プロデューサー、音楽評論家、タレントである。京都精華大学ポピュラーカルチャー学部ポピュラーカルチャー学科音楽コース教授。別名は、近尾 春親（ちかお はるちか）、近田 ハルオ、塚田 みのる（つかだ みのる）、デューク 柏淵（デューク かしわぶち）、President BPM（プレジデント ビーピーエム）、作詞センター（さくしセンター）、作曲研究所（さっきょくけんきゅうじょ）、東京アレンジサービス （とうきょうアレンジサービス）、SCSI-TR（スカジーティーアール）、NO CHILL OUT（ノーチルアウト）、Rice（ライス）等多数。またCMソング作曲ユニット小諸鉄矢とCM NETWORKのメンバーの一人。 東京都出身、慶應義塾大学文学部中退。スタイリストの近田まりこ（1952年 - ）は元妻。

## 経歴
- 1951年（昭和26年）2月25日、東京都に生まれる。実家は世田谷区等々力にあり、3歳からピアノのレッスンを受けて育った[6]。
- 1957年（昭和32年）4月、慶應義塾幼稚舎に入学[7]。この小学校の中では実家が貧しく、そのことで暗い気分になった[8]。
- 1963年（昭和38年）4月、慶應義塾普通部に入学[7]。
- 1966年（昭和41年）4月、慶應義塾高等学校に進学。高校在学中に音楽活動を開始し、留年を重ねる。
- 1970年（昭和45年）、GS（グループ・サウンズ）末期のバンドロック・パイロットに参加する。また同じころ、元ザ・ビーバーズの平井正之・成田賢らのエモーションに参加する。同年12月、有楽町で開かれた第1回「日劇ロック・カーニバル」に、カルメン・マキ&タイムマシーンのキーボード奏者として参加。アルバイトとして参加していた『an・an』（平凡出版（現マガジンハウス））の取材で知り合った立川直樹の紹介だった。[9]
- 1971年（昭和46年）、2留して高校を卒業後、慶應義塾大学文学部に入学するもほとんど学校には顔を出さず、高校時代から関わっていた『an・an』（平凡出版（現マガジンハウス））の編集部で働く[10]。クニ河内のバンド羅生門に参加、翌1972年1月、アルバム『インディアン、死よりも赤を選ぶ』を発表。
- 1972年（昭和47年）、元村八分の初代ドラマー恒田義見らとハルヲフォン（のちの近田春夫&ハルヲフォン）を結成する[11]。同年、アラン・メリル、金沢ジュンとゴジラを結成、同年、内田裕也の1815ロックンロールバンドに参加[12]。
- 1974年(昭和49年)、スタイリストの近田まりこと結婚。
- 1975年（昭和50年）、谷啓とザ・スーパーマーケット結成に近田ハルオ名義で参加。同年ハルヲフォンはメジャーデビューする。
- 1976年1月1日 - 7日、日本劇場で行われた「'76 小柳ルミ子★アグネス・チャン ハッピー ニュー イヤー ショー」に谷啓とザ・スーパーマーケットのメンバーとして出演。
- 1977年10月、『近田春夫のオールナイトニッポン』（ニッポン放送、火曜2部: 1977年10月 - 1979年3月、金曜1部: 1979年4月 - 同年9月[13]）放送開始。
- 1978年（昭和53年）、雑誌『POPEYE』（平凡出版（現マガジンハウス））で連載コラム「THE 歌謡曲」を開始、1984年まで続いた。シングル『ロキシーの夜』でソロデビューする。同シングルのB面を最後にハルヲフォンは解散した[11]。
- 1979年（昭和54年）、近田春夫&BEEFを結成。BEEFは翌1980年、ジューシィ・フルーツとして分離、デビューした。同年、「THE 歌謡曲」などのコラムやインタビュー、対談等をまとめた単行本『気分は歌謡曲』（雄山閣出版）発売。
- 1980年（昭和55年）、ザ・ベンチャーズのアルバム｢カメレオン｣に加藤和彦、坂本龍一、ヒカシュー等と共に参加、ツアーにもゲストで参加している。
- 1981年（昭和56年）、窪田晴男、福岡ユタカらのバンド人種熱をとりこみ、近田春夫&ビブラトーンズを結成する。
- 1983年（昭和58年）、元ハルヲフォンの高木英一、元ピンナップスの野元貴子らとゲートボールを結成。
- 1986年（昭和61年）、ヒップホップ専門レーベルBPMを設立、President BPM名義で12インチシングル『MASS COMMUNICATION BREAKDOWN』を発表。
- 1987年（昭和62年）、JAGATARAのOTOらと人力ラップビッグバンド、ビブラストーンを結成。
- 1995年（平成7年）、ビブラストーン解散。ソロでゴアトランスを手がけ始める。
- 1997年（平成9年）1月、『週刊文春』（株式会社文藝春秋）で『考えるヒット』の連載を開始。
  - 同年1月21日、Afromix名義でEP『444』、同年2月21日、EP『WORM』を発表。
  - 同年3月21日、SCSI-TR名義でEP『SCUTTLE SHAKE』、同年5月21日、EP『HOT ROD 2001』を発表。
  - 同年7月21日、NO CHILL OUT名義でゴアトランスEP『Black Light』、同年11月21日、EP『FUNKY-ZERO』を発表。
  - 同年11月21日、CHAKAとのバンドDelicious Hipによるアルバム『Delicious Hip』を発表。
- 1998年（平成15年）、「THE 歌謡曲」全連載内容を含む『定本 気分は歌謡曲』を刊行。
- 2002年（平成14年）10月13日、Omb、UKIASHI、USCUSとトランス・バンドThe Lunatic Thunderを結成、川崎クラブチッタで初ライヴ。近田はテクノ・トランス・プロジェクトRice名義。
- 2003年（平成15年）2月26日、The Lunatic Thunderの初アルバム『KINGDOM COM』、同年9月26日、Rice名義で初アルバム『B.P.M.syndicate』をそれぞれ発表。
- 2006年（平成18年）4月29日 - 30日、近田春夫&ハルヲフォン・リローデッド名義でハルヲフォン再結成。
- 2008年（平成20年）8月、Ｓ字結腸のがんを開腹手術。
- 2010年（平成22年）12月2日、NHKラジオ第一放送にて、『ロックンローラー近田春夫の歌謡曲って何だ？』開始（1～2か月に1回の不定期放送）。翌年、新年度4月6日より毎週金曜日、週1回の放送開始[14]。
- 2011年（平成23年）6月20日、The Lunatic Thunderのアルバム『Encounter』を発表。同年12月10日、The Lunatic Thunder名義で、ageHaで行われた『ageHa×Mother presents Mother 9th Anniversary Party「MUSIC IS CONNECTED TO UNIVERSE」』に出演。
- 2013年（平成25年）4月、京都精華大学にポピュラーカルチャー学部開設、教授に就任[3]
- 2017年（平成29年）、元ハルヲフォンの恒田義見・高木英一と活躍中を結成。
- 2018年（平成30年）10月31日、近田春夫名義では38年ぶりのアルバム『超冗談だから』、12月19日には近田とOMBによるLUNASUNのアルバム『Organ Heaven』をリリース。

## 名義歴
- ロック・パイロット ⇒ エモーション ⇒ 羅生門（近尾春親） ⇒ ハルヲフォン ⇒ ゴジラ ⇒ 加藤ヒロシとそのグループ ⇒ 1815ロックンロールバンド ⇒ 谷啓とザ・スーパーマーケット（近田ハルオ） ⇒ 近田春夫&ハルヲフォン ⇒ 近田春夫 ⇒ 近田春夫&BEEF ⇒ 人種熱＋近田春夫 ⇒ 近田春夫&ビブラトーンズ ⇒ ビブラトーンズ ⇒ ゲートボール ⇒ President BPM ⇒ 近田春夫&ビブラストーン ⇒ ビブラストーン ⇒ Afromix ⇒ SCSI-TR ⇒ NO CHILL OUT ⇒ Delicious Hip ⇒ Rice ⇒ The Lunatic Thunder ⇒ 近田春夫&ハルヲフォン・リローデッド⇒ The Lunatic Thunder ⇒ 活躍中 / LUNASUN

- 作詞センター / 作曲研究所 / 東京アレンジサービス / 小諸鉄矢とCM NETWORK(長戸大幸、吉江一男らとの作曲ユニット)

## 人物・来歴
慶應義塾大学在学中から、内田裕也のバックバンドでキーボード奏者として活躍。また、創刊されたばかりの「anan」編集部にアルバイトとして出入りしていた。また、内田に付き従うなかで、渡辺プロダクションのマネージャーだった大里洋吉と親しくなり、大里に「ザ・ワイルドワンズ、ロック・パイロット、アラン・メリル、この3組のキーボードを全部やってくれたら、1組分のギャラを払うよ」と誘われ、理不尽な契約ながらも、日劇ウエスタンカーニバルステージに出られるとなると嬉しく、二つ返事で快諾したという。なお、この縁から、後に近田が設立した近田春夫事務所のデスクは、渡辺プロから独立して大里が設立したアミューズ内にあった。
1972年に「近田春夫&ハルヲフォン」を結成。1974年には、脚本家の荒井晴彦からの依頼で日活ロマンポルノ『濡れた賽ノ目』（監督若松孝二、製作若松プロダクション）の音楽を「塚田みのる」名義で手がけ、同年には同じく荒井の依頼で日本専売公社のPR映画（監督渡辺護、主演竹井みどり・寺田農）の劇伴を手がけた。
1970年代後期から1980年代初期にかけては、ラジオパーソナリティやテレビ番組のコメンテーター、テレビドラマ『ムー一族』、『家路〜ママ・ドント・クライ』出演、アニメ映画『フリテンくん』の主役声優担当など、メディアを跨いだ幅広い仕事をこなす。
また、「日本の歌謡曲が持つ音楽性」にもっとも早く気がつき、1978年から1984年にかけて、雑誌「POPEYE」に伝説的なコラム「THE 歌謡曲」を連載。また、「近田春夫&ハルヲフォン」のアルバム『電撃的東京』（1978年）でも、歌謡曲のカバーを行った。1979年にソロ・アルバム『天然の美』を発表。アレンジ・演奏に結成直後のイエロー・マジック・オーケストラを起用する。『エレクトリック・ラブ・ストーリー』、『ああ、レディハリケーン』等で漫画家の楳図かずおを作詞家として起用した。
結成したバックバンド「BEEF」は茂木由多加とNOGERAを除いたメンバーが、1980年にテクノ歌謡バンドジューシィ・フルーツとしてデビュー、自らプロデューサーを務めた。近田が作曲を担当したジューシィ・フルーツの曲『恋のベンチ・シート』をもじったタイトルの『恋のぼんちシート』を当時人気絶頂だった漫才コンビ「ザ・ぼんち」に提供。近田にとってはジューシィの『ジェニーはご機嫌ななめ』に続く大ヒット曲となったが、ラジオ番組「ビートたけしのオールナイト・ニッポン」でこの曲がダーツ『ダディクール』の盗作ではないかとする投稿があり、聞き比べによる検証が行われた。翌週のラジオ番組で、近田はあっさり「パクった」と認め、その言い訳をしない姿勢と元来猥雑であった近田のキャラクターから大きな問題にはならなかった。
1981年には人種熱のメンバーをそのままバックバンドとして取り込む形で、「近田春夫&ビブラトーンズ」を結成、アルバム1枚とミニアルバム1枚を発表する。同年、植田まさし原作4コマ漫画のアニメ映画「フリテンくん」で主役のフリテンくんに抜擢で出演。
1984年には、近田の原案・製作総指揮で、手塚眞監督によるミュージカル映画『星くず兄弟の伝説』を製作。音楽も自ら担当した。
また、1986年ごろの高木完、藤原ヒロシの紹介により1986年からはファンクやラップに注目、President BPM名義で活動。自身のレーベルBPMを率いて、タイニー・パンクスらと日本語ラップのパイオニアとも言える活動を行う。1987年には「バンド形式によるヒップホップ」というコンセプトでビブラストーンを結成。
2001年より自身のプロジェクト RICE等、サイケデリック・トランスの分野での活動を開始する。2006年には近田春夫&ハルヲフォン・リローデッドとしてイベントに出演。
CMソング仕事も大量に行っていたが、自伝によるとトランスやレイブの仕事を優先させるために、2007年ごろに終了させたとのこと。また週刊文春での連載『考えるヒット』において歌謡曲の楽曲的分析を行うなど、活動は盛んである。

## エピソード等
- 『タモリ倶楽部』の「空耳アワー」の年次総集編である「空耳アワード」の常連出演者で、自身も投稿した経験がある。ネタはストロベリー・パスの『イエローZ』から「オ〇〇コ やろうぜ!」という露骨な下ネタの空耳で、VTRを見た安齋肇から「近田さん50歳になったというのに…」と呆れられていた。また、この番組で共演したマーティ・フリードマンとはその後、ウェブや書籍の企画で対談するなど、交流がある[22][23]。
- 2022年1月、鳥取県が開催した「とっとり弥生の王国プレミアムイベント・青谷弥生人そっくりさんコンテスト」にて特別賞を受賞し「とっとり弥生の王国」の「国民認定証」が贈呈された[24]。
- 「セブンイレブン」がコンビニで、「麦とホップ」が第3のビールで「抜きん出ている」と語ったことがある[25]。
- 日本で最初にチョッパー奏法をやったベーシストはいかりや長介だというデマを流したのは近田である。

## 出演

### ラジオ
- 午後のまりやーじゅ（金曜）「ロックンローラー近田春夫の歌謡曲って何だ?」（NHKラジオ第1、2013年3月までの「つながるラジオ」から継続）
- TOKYOロッキン・タイム（TBSラジオ、1978年10月 - 1979年3月）
- 近田春夫の赤坂センセーション（TBSラジオ）
- 近田春夫のオールナイトニッポン（ニッポン放送）
- 近田春夫とマナの西武ミュージック・フレンド・ショップ（ニッポン放送）
- ヤング コネクション ポップアイランド（ラジオ関西）
- MBSミュージックマガジン（MBSラジオ、1979年10月 - 1980年3月）
- ザ・オーディション 〜才能救出計画（TOKYO FM）
- TOKYO M.A.A.D SPIN（J-WAVE、2021年10月 - 毎月最終木曜深夜 小泉今日子と共演）

### バラエティー
- タモリ倶楽部（テレビ朝日）不定期出演 - 主に音楽企画・空耳アワード審査員
- ラストアイドル in AbemaTV - Good Tears プロデューサーとして

### テレビドラマ
- ムー一族（1978年5月 - 1979年2月 TBS） - 夢先案内人・ヘホ 役

## ディスコグラフィ

### シングル

#### 1970年代
1. FUNKYダッコNo.1 （1975年、ハルヲフォン名義）
2. シンデレラ （1976年、近田春夫&ハルヲフォン名義）
3. 恋のT.P.O. （1976年、近田春夫&ハルヲフォン名義）
4. ロキシーの夜 （1977年、A面近田春夫名義、B面近田春夫&ハルヲフォン名義）
5. きりきりまい （1978年、近田春夫&ハルヲフォン名義）
6. 恋のグンギン・ナイト （1979年発売予告 - 実現しなかったシングル）
7. エレクトリック・ラブ・ストーリー （1979年、ソロ）
8. ああ、レディハリケーン （1979年、ソロ / 近田春夫&BEEF） - 資生堂「レディバスボン」CMソング

#### 1980年代
1. 星くず兄弟の伝説 （1980年、ソロ）
2. Goin'にMy Way （1981年、青木美冴 / 人種熱＋近田春夫名義）
3. 金曜日の天使 （1981年、近田春夫&ビブラトーンズ名義）
4. スマートなゲートボール （1983年、ゲートボール名義）
5. 星くず兄弟の伝説 （1985年、スターダスト・ブラザーズ名義）
6. MASS COMMUNICATION BREAKDOWN （1986年、President BPM名義）
7. NASU-KYURI （1986年、President BPM名義）
8. Hoo! Ei! Ho! （1987年、BPM PRESIDENTS featuring TINNIE PUNX名義）
9. COME★BACK （1987年、F.O.E. featuring HARUOMI HOSONO with President BPM and SEIKOH ITOH名義）
10. だからDESIRE （1987年、宮崎美子 / BPM名義）

#### 1990年代
1. ジェットコースター （1991年、ビブラストーン名義）
2. MIKKY-D / 金っきゃねぇ （1991年、ビブラストーン名義）
3. フーディスト村 （1992年、ビブラストーン名義）
4. やだ （1992年、ビブラストーン名義）
5. TVドラマはすべて現実? （1993年、ビブラストーン名義）
6. ナイトメア （1994年、ビブラストーン名義）
7. 444 （1997年、Afromix名義）
8. WORM （1997年、Afromix名義）
9. SCUTTLE SHAKE （1997年、SCSI-TR名義）
10. HOT ROD 2001 （1997年、SCSI-TR名義）
11. Black Light  （1997年、NO CHILL OUT名義）
12. FUNKY-ZERO （1997年、NO CHILL OUT名義）

### アルバム

#### 1970年代
- ロック・パイロット （1971年、ロック・パイロット名義）
- 日本国憲法 平和・自由・愛（1971年、羅生門名義）
- インディアン、死よりも赤を選ぶ （1972年、羅生門名義）
- ROCK IMPULSE! ゴーゴー大パーティー （1972年、ゴジラとイエロージプシー名義）
- 神崎みゆき ファースト・アルバム （1973年、加藤ヒロシとそのグループ名義）
- ロックンロール放送局 （1973年、1815ロックンロールバンド名義）
- COME ON, LET'S GO （1976年、近田春夫&ハルヲフォン名義）
- リメンバー・グループ・サウンド （1976年、近田春夫&ハルヲフォンを含むオムニバス盤）
- ハルヲフォン・レコード （1977年、近田春夫&ハルヲフォン名義）
- グディー・グディー・オルディー・ミュージック （1977年、マイルド・メンソール&シガレット・カンパニー名義）
- 電撃的東京 （1978年、近田春夫&ハルヲフォン名義）
- 天然の美 （1979年、ソロ）

#### 1980年代
- Time, Place & Occasion （1980年、近田春夫名義、ベスト盤）
- ハルヲフォン・メモリアル （1980年、近田春夫&ハルヲフォン名義、解散後のベスト盤）
- 星くず兄弟の伝説 （1980年、ソロ）
- 「悪魔と姫ぎみ」オリジナル・サウンド・トラック （1981年、人種熱＋近田春夫名義）
- ミッドナイト・ピアニスト （1981年、近田春夫&ビブラトーンズ名義）
- 鬼ヶ島 （1982年、平山みき、ビブラトーンズ名義）
- VIBRA-ROCK （1982年、ビブラトーンズ名義）
- スマートなゲートボール （1983年、ゲートボール名義）
- 「星くず兄弟の伝説」オリジナル・サウンド・トラック （1985年）
- HEAVY （1987年、President BPM名義）
- ビブラトーンズFUN （1988年、近田春夫&ビブラトーンズ名義、解散後のCD化ベスト盤）
- Vibra is Back （1989年、CHIKADA HARUO & VIBRASTONE名義）

#### 1990年代
- ENTROPY PRODUCTIONS （1991年、ビブラストーン名義）
- Smile!! It's not the end of the world （1993年、ビブラストーン名義）
- NATIONAL （1994年、ビブラストーン名義）
- BEST 1991→1994,→ （1995年、ビブラストーン名義）
- Delicious Hip （1997年、Delicious Hip名義）

#### 2000年代
- KINGDOM COM （2003年、The Lunatic Thunder名義）
- B.P.M.syndicate （2003年、Rice名義）
- 考えるベスト（2004年、それまでのキャリアを総括したベスト盤）
- 近田春夫&ハルヲフォンLIVE! 1975 - 77 （2006年、近田春夫&ハルヲフォン名義、解散後のCD化ライブ盤）
- Encounter （2011年、The Lunatic Thunder名義）
- 超冗談だから （2018年、ソロ）
- Organ Heaven （2018年、LUNASUN名義）
- 近田春夫ベスト～世界で一番いけない男（2019年、ベスト盤）

## おもな楽曲提供

### おもなCM音楽
近田は「作曲研究所」などの名義でCM楽曲（サウンドロゴ、コマーシャルソング、BGM）を1,000曲以上作曲しており、日本のCM界では歴代3位の数にあたる（1位は小林亜星で6,000曲以上、2位はキダ・タローで3,000曲以上）とされるが、本人は「俗説」と否定した上で、「確かにそのぐらい書いてたかなという実感はある」ともしている。
下記は特記なき限りいずれもテレビCM。
- ロッテ「三角チップ」（1978年）[28]
- 白元（現白元アース）「ソックタッチ」（1978年）[28]
- 明治製菓（現明治）「明治マイレコード」DJ編（1980年）
- 服部セイコー「セイコーレディスファッション」（1980年）
- 白子のり となり編（1981年） - 第21回ACC CMフェスティバル 秀作賞
- TOTO「ウォシュレット」（1982年）[29]
- オリンパス「ピカソAF-1」ぬれてもピカソ編（1986年） - 第26回ACC CMフェスティバル テレビCM部門優秀賞
- 日清食品「シーフードヌードル」無念のスルメ編（1987年） - 第27回ACC CMフェスティバル テレビCM部門優秀賞
- セブン-イレブン・ジャパン 企業CM よいことのある帰り道編（1988年） - 第28回ACC CMフェスティバル テレビCM部門ACC賞
- 公共広告機構 キャンペーン ペット公害編（1988年） - 第28回ACC CMフェスティバル テレビCM部門ACC賞
- 森永製菓「チョコボール」（1987年 - ）[29] - 「クエックエックエッ チョコボール」のフレーズで知られるCMソング
  - 入場行進編（1990年） - 第30回ACC CMフェスティバル テレビCM部門ACC賞
- My First Sony「アニメーションコンピューター」（1989年）
- ダイハツ「ミラ・パルコ」いつも仕事はつらいけど編（1989年）
  - 「ミラ・パルコ90」サイパンじゃ美人編（1990年）
  - 「ミラ・3ドアセダン」ミラ・ニッポン編（1990年）
- 山之内製薬「ギネスゴールド」座り寝編（1990年） - 第30回ACC CMフェスティバル テレビCM部門優秀賞
- ライオン「ナテラ」ヤシからナテラ編（1991年）
- 出光興産「MOTION Mカード」とんねるず人形編（1991年） - 第31回ACC CMフェスティバル テレビCM部門優秀賞
- NEC「新98MATE」（1994年） - 第34回ACC CMフェスティバル テレビCM部門優秀賞
- NTT「キャッチホン」初恋編（1994年） - 第34回ACC CMフェスティバル テレビCM部門優秀賞
- 日清食品「日清Spa王」（1995年 - ）[29]
  - 「日清Spa王・たらこ」あおい輝彦編（1995年） - 第35回ACC CMフェスティバル テレビCM部門秀作賞
- NTT「タウンページ」めくりかた編（1995年） - 第35回ACC CMフェスティバル テレビCM部門秀作賞
- 日本コカ・コーラ「爽健美茶」（1995年 - ）[29]
  - '98自然の精開花編（1998年） - 第38回ACC CMフェスティバル テレビCM部門ACC賞
- ローソン 年賀状大作戦編（1996年） - 第36回ACC CMフェスティバル テレビCM部門秀作賞
- NTTドコモ「携帯電話」携帯があれば編/荷物編/タクシー編（1996年） - 第36回ACC CMフェスティバル テレビCM部門秀作賞
- サントリー「なっちゃん」（1998年 - 2001年） - コンピレーションCD『ベストCM100』（EMI TOCT-26122～3）に収録[30]
- NTTドコモ「ポケットボードPLUS」宴会編（1999年） - 第39回ACC CMフェスティバル テレビCM部門ACC賞
- サッポロビール「サッポロ生ビール黒ラベル」（1999年 - 2003年）[31]
  - カラオケ編/合戦編/金魚編（2000年） - 第41回ACC CMフェスティバル テレビCM部門ACC銀賞
  - コンビニ帰りの男編/自転車置き場の男編/特急列車の男編（2002年） - 第42回ACC CMフェスティバル テレビCM部門ACC銅賞
- サントリー「DAKARA」（2000年） - コンピレーションCD『ベストCM100』に収録[30]
- ライオン「エメロンアクアピュア」（2000年）
- モンデリーズ・ジャパン「リカルデント」（2000年） - コンピレーションCD『ベストCM100』に収録[30]
- タイアップ楽曲
  - 資生堂「レディバスボン」（1979年） - 近田春夫&BEEF『ああ、レディハリケーン』
  - レナウン「Addenda/AGASA」（1983年） - ビブラトーンズ『AOR大歓迎』
  - 宝酒造「タカラ本みりん」（1987年） - President BPM『タカラ本みりん』 ※シングル『だからDESIRE』に収録

### おもな提供先アーティスト
- 青木美冴『Goin'にMy Way』
- EVE『恋はパッション』※作曲研究所名義
- 尾崎紀世彦『若者達の心にしみる歌の数々/本物のスター』※アトミック南名義
- 柏原よしえ『乙女心何色?』
- 川口雅代『最新情報』
- 貴島サリオ『忘れさせてあげる』
- キャット・ミキ『こどもなんだよ!』（フジテレビ系子供番組「ウゴウゴ・ルーガ」オープニングテーマ）※キャット・ミキとの共作
- クールス『シンデレラ』
- 小泉今日子『Fade Out』
- 小林千絵『ちぐはぐキッス』
- 西城秀樹『アメイジング・ガール』『スウィート・ソウル・アクション』（ポップンガール・ヒデキ）
- ザ・ぼんち『恋のぼんちシート』
- 柴田恭兵『なんとなく、クリスタル』
- ジューシィ・フルーツ『ジェニーはご機嫌ななめ』
- ずうとるび『ウッカリBOY チャッカリGAL』『NOTHING TO DO』
- スペクトラム『夜明け（アルバ）』（シングルバージョン）※スペクトラムとの共作
- 千日前ちなつ・ちあき『あきのくりづくしメニュー』（フジテレビ系子供番組「ウゴウゴ・ルーガ」エンディングテーマ）
- スラップスティック『恋のコブラツイスト』『ラブ・シュプール'79』『避暑地の恋』『君にWANT YOU!』『裸足でShakin'』
- 戸川京子『悲しみはリアルすぎて…』
- 篠原ともえ『やる気センセーション』（進研ゼミ小学講座 CMソング）
- やくしまるえつこ『ジェニーはご機嫌ななめ』
- ラジオっ娘『恐れちゃいけない』『ひとつになりましょ』『デートとは何か?』
- Good Tears『へえ、そ〜お？』

### おもな楽曲
- みんなでハッピーバースデー

## プロデュースしたアーティスト
- 風見りつ子
- 桐島かれん
- クールス
- 小泉今日子
- ザ・ぼんち
- ジューシィ・フルーツ
- 戸川京子
- ピンナップス
- ヒカシュー
- 平山みき - アルバム『鬼ヶ島』
- The Fuse
- ザ・ベンチャーズ
- やくしまるえつこ
- Good Tears

## フィルモグラフィ
特筆以外のクレジットはすべて「音楽」である。
- 『濡れた賽ノ目』 : 監督若松孝二、主演司美知子・山谷初男、製作若松プロダクション、配給日活、1974年9月11日公開（成人映画・映倫番号 17890） - 音楽・「塚田みのる名義」名義[4][5]
- 『(秘)肉体調教師』 : 監督白井伸明、主演渚りな、製作・配給にっかつ、1978年5月20日公開（成人映画・映倫番号 19400） - 音楽・「近田春夫&ハルヲフォン」名義
- 『餌食』 : 監督若松孝二、主演内田裕也、音楽ピーター・トッシュ/マトゥンビ、製作獅子プロダクション、配給東映、1979年6月23日公開（映倫番号 19809） - 出演
- 『暴行儀式』 : 監督根岸吉太郎、脚本荒井晴彦、主演紗貴めぐみ、製作・配給にっかつ、1980年2月16日公開（成人映画・映倫番号 110019） - 音楽・「近田春夫&ハルヲフォン」名義（挿入曲『いえなかったんだ』）、68分の上映用プリントをNFCが所蔵
- 『ピーマン80』 : 製作・監督居作昌果、主演谷隼人、製作東宝・AV企画、配給東宝、1979年9月8日公開（映倫番号 19799） - 主題曲・作詞・作曲
- 『ニッポン警視庁の恥といわれた二人 刑事珍道中』 : 監督斎藤光正、主演中村雅俊・勝野洋、製作角川春樹事務所・東映、配給東映、1980年10月4日公開（映倫番号 110198）
- 『悪魔と姫ぎみ』 : 監督高橋良輔、主演木ノ葉のこ、主題歌青木美冴、挿入歌ジューシィ・フルーツ、製作・配給スーパーウッド、1981年3月20日公開（映倫番号 不明）
- 『フリテンくん』 : 監督杉山卓、音楽監修松下治夫、主題歌中崎英也、製作東宝・ナック、配給東宝、1981年4月11日公開（映倫番号 110338） - 声の出演「フリテンくん」役
- 『星くず兄弟の伝説』 : 監督・脚本・編集手塚眞、主演久保田しんご・高木一裕、製作「星くず兄弟の伝説」プロジェクト、配給シネセゾン、1985年6月15日公開（映倫番号 111698） - 製作総指揮・原案・音楽監督・出演「おちぶれたミュージシャン」役
- 『バカヤロー!4 YOU! お前のことだよ』「カラダだけの男」 : 監督明石知幸、主演沢田研二、製作光和インターナショナル、配給松竹、1991年9月14日公開（映倫番号 113591）
- 『ロック誕生 The Movement 70'S』 : 監督村兼明洋、主演内田裕也、製作「ロック誕生」Partners、配給「ロック誕生」Partners・日本出版販売、2008年10月25日公開（映倫番号 不明） - 出演
- 『ララピポ』 : 監督宮野雅之、主演成宮寛貴、製作「ララピポ」製作委員会、配給日活、2009年2月7日公開（映倫番号 118241）
- 『星くず兄弟の新たな伝説』監督・脚本・制作手塚眞、出演：三浦涼介、武田航平、配給マジックアワー、2018年1月20日に公開 - 原案・音楽

## 著書
- 『気分は歌謡曲』（インターソング / 雄山閣出版、1979年10月）
  - 『定本 気分は歌謡曲』（文藝春秋、1998年）- 1979年版の復刻・新編版
- 『音楽が好きだ! (3) 演奏しよう! バンドっておもしろい』（ポプラ社、1994年4月）
- 『VIBE RHYME』（アイ・セクション、川勝正幸 編、1994年10月）（複製webサイト2012年2月1日開設-2018年1月サイト管理者の都合により一時閉鎖）
- 『考えるヒット』（文藝春秋、1998年4月）文春文庫、2000年
- 『考えるヒット2』（文藝春秋、1999年5月）文春文庫、2001年
- 『考えるヒット3』（文藝春秋、2000年5月）文春文庫、2002年）
- 『その意味は 考えるヒット4』（文藝春秋、2001年4月）文春文庫、2003年
- 『大きくふたつに分けるとすれば 考えるヒット5』（文藝春秋、2002年4月）
- 『いいのかこれで 考えるヒット6』（文藝春秋、2003年5月）
- 『僕の読書感想文』（国書刊行会、2008年12月）
- 『内田裕也 俺は最低な奴さ』（内田裕也・近田春夫プロデュース／白夜書房、2009年11月16日 ISBN 4861915252）[32]
- VIBE RHYME[復刻版] スモール出版 2019/3/18
- 『考えるヒット テーマはジャニーズ』スモール出版 2019/9
- 『調子悪くてあたりまえ 近田春夫自伝』（リトルモア、下井草秀構成、2021年1月 ISBN 4898155367）
- 『筒美京平 大ヒットメーカーの秘密』（文春新書、2021年8月）
- 『グループサウンズ』（文春新書、2023年2月）